# بيندكت ماسون
بيندكت ماسون (بالإنجليزية: Benedict Mason)‏ هو ملحن بريطاني، ولد في 23 فبراير 1954.

## وصلات خارجية
- بيندكت ماسون على موقع IMDb (الإنجليزية)
- بيندكت ماسون على موقع ميوزك برينز (الإنجليزية)
- بيندكت ماسون على موقع قاعدة بيانات برودواي على الإنترنت (الإنجليزية)
- بيندكت ماسون على موقع ديسكوغز (الإنجليزية)